# 邁氏突頜脂鯉
邁氏突頜脂鯉，為輻鰭魚綱脂鯉目脂鯉亞目脂鯉科的其中一個種。分布於南美洲Parnaiba河、亞馬遜河及奧里諾科河流域，體長可達18公分，棲息在底中層水域，生活習性不明，可做為食用魚。